# Eugene Atkinson

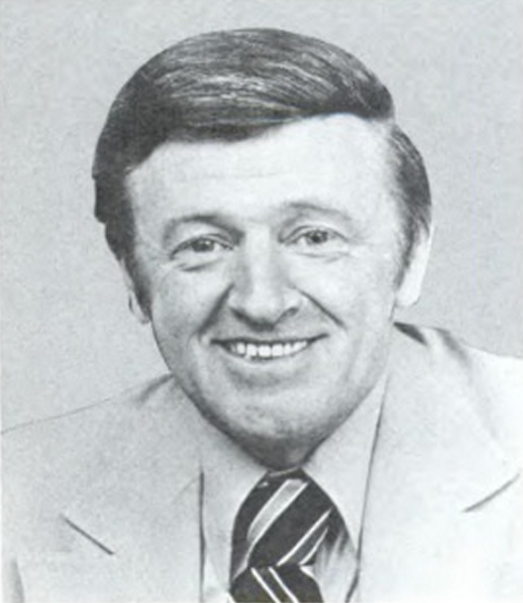
Eugene Atkinson

Eugene Vincent Atkinson (* 5. April 1927 in Aliquippa, Metropolregion Pittsburgh, Pennsylvania; † 4. August 2016 ebenda) war ein US-amerikanischer Politiker.
Atkinson studierte an der University of Pittsburgh und war anschließend von 1962 bis 1969 Zolldirektor bei der Hafenbehörde von  Pittsburgh. Von 1972 bis 1978 war er Commissioner des Beaver County. Für die Demokraten wurde Atkinson als Nachfolger von Gary A. Myers in den Kongress gewählt und war vom 3. Januar 1979 bis zum 3. Januar 1983 Mitglied des Repräsentantenhauses der Vereinigten Staaten für Pennsylvania.
Er gehörte 1976 zu den frühen Unterstützern von Jimmy Carter, aber 1980 unterstützte er Edward Kennedy in der Bewerbung um die Präsidentschaftskandidatur, dessen Führungsfähigkeit er schätzte. In einer Radiosendung des Jahres 1981 erhielt er einen Anruf des Präsidenten Ronald Reagan, der ihn dazu veranlasste, Budgetkürzungen zu unterstützen. Am 14. Oktober 1981 verließ er seine Partei und wechselte zu den Republikanern. Nach Auflösung seines ursprünglichen Wahlkreises verlor er die Kongresswahl 1982  mit 21 % Unterschied an Wählerstimmen gegen Joseph P. Kolter.